# ティレル・017
ティレル・017 (Tyrrell 017) は、ティレルが1988年のF1世界選手権参戦用に開発したF1マシン。設計はブライアン・リスルズとモーリス・フィリップ。1988年シーズンと1989年第2戦予選まで使用された。決勝最高成績は5位。

## 概要
017はコスワース DFZ V8エンジンを搭載、エンジンチューンとメンテナンスはランフォード&ペック(Langford&Peck)によるものである。ドライバーはティレルでの2年目となるジョナサン・パーマーと、F1ルーキーのジュリアン・ベイリーというイギリス人コンビが017で参戦。1989年はベイリーに代わって優勝経験者のミケーレ・アルボレートがドライブした。

### 1988年シーズン
017は前年型DG016の発展型で、前年同様チームスポンサーであるデータゼネラル社の最新コンピュータによって設計された。エンジンもDG016同様にフォードの自然吸気V8エンジンを搭載した。カラーリングは黒をベースカラーとして、中規模スポンサーとしてキャメル（R.J.レイノルズ社）からの支援を受けたことからフロントノーズとインダクションポッド上部がアクセントカラーとしてキャメルイエローに塗られた。
戦績は、新人ベイリーは10度の予選落ちを喫し、ポイントを獲得することはできなかった。第4戦メキシコGPで017は2台揃っての予選落ちを喫した。パーマーも2度予選落ちしているが、第6戦デトロイトGPでは1周目を最下位で通過しながら粘りの走りで017を5位まで浮上させるなど好走もあり、シーズン通算では6位以内入賞3回の計5ポイントを獲得。パーマーのポイントによってチームはコンストラクターズ8位でシーズンを終えた。しかしシーズンを通して017は戦闘力不足であると評され続け、リヤサスペンションの剛性不足も露呈していた。エースドライバーであるパーマーはシーズン開幕前に「今年はお互いNAエンジンになったナイジェル・マンセルと競い合えることが楽しみだ。マンセルと私のどちらが真のトップ・ブリテンドライバーなのか証明される年になるだろう。」とコメントしやる気に満ちていたが、シーズンが開幕すると、「017は終始アンダーステアのバケモノだ」と失望を隠さない発言となり、「すべてのコーナーのクリッピングポイントで必ずアンダーステアが出現する」とコーナリング性能の低さを証言。以後最終戦までのほとんどのグランプリでティレルは下位に埋没した。
シーズン終盤の第15戦日本GPでは、フロントサスペンションが大きく変更された。これはフェラーリからティレルに加入したデザイナーのハーベイ・ポスルスウェイトにより新技術が試験的に導入されたもので、これまでドライバーの足の前方に左右のダンパーを設置しプルロッドで動かすオーソドックスな構成のものから、プッシュロッドへと変えられ、ダンパーユニットがそのプッシュロッドの下部に設置されていた。そのダンパーユニットの上部には、車高調整のためのハイドロリック・システムが組み込まれているという当時としては先鋭的なもので、これはポスルスウェイトが前所属のフェラーリでトライしていた新開発パーツの実用化であった。

### 1989年シーズン
1989年シーズンのティレルは、開幕戦から新車が完成するまでのグランプリでマイナーバージョンアップの017Bを使うこととなった。キャメルが前年最終戦をもってティレルのスポンサーから撤退したため、マシンは大きなスポンサーロゴが無く、黒一色のカラーリングで開幕戦ブラジルGPに現れた。前年からの大きなモデファイなどはなかったが、決勝レースではパーマーが入賞寸前の7位でゴール、アルボレートも10位と二台完走を果たした。第2戦サンマリノGPからは新車018が1台完成し実戦投入され、これをアルボレートがドライブしたが、シェイクダウン直後で性能を発揮できず予選落ち。017Bで予選に出走したパーマーだけが決勝レースを走ることになった。オーナー監督のケン・ティレルは、レギュレーションを確認し予選と決勝の乗るマシンが違っていても問題がないことを知ると、決勝では急遽パーマーが018で出走することになった。このため017Bが実戦を走ったのはこのサンマリノGP予選が最後となった。

## F1における全成績
(key) （太字はポールポジション、斜体はファステストラップ）
| 年     | シャシー      | エンジン             | タイヤ | No. | ドライバー   | 1   | 2   | 3   | 4   | 5   | 6   | 7   | 8   | 9   | 10  | 11  | 12  | 13  | 14  | 15  | 16  | ポイント | 順位 |
| ------ | ------------- | -------------------- | ------ | --- | ------------ | --- | --- | --- | --- | --- | --- | --- | --- | --- | --- | --- | --- | --- | --- | --- | --- | -------- | ---- |
| 1988年 | ティレル 017  | コスワース DFZ V8 NA | G      |     |              | BRA | SMR | MON | MEX | CAN | DET | FRA | GBR | GER | HUN | BEL | ITA | POR | ESP | JPN | AUS | 5        | 8位  |
| 1988年 | ティレル 017  | コスワース DFZ V8 NA | G      | 3   | パーマー     | Ret | 14  | 5   | DNQ | 6   | 5   | Ret | Ret | 11  | Ret | 12  | DNQ | Ret | Ret | 12  | Ret | 5        | 8位  |
| 1988年 | ティレル 017  | コスワース DFZ V8 NA | G      | 4   | ベイリー     | DNQ | Ret | DNQ | DNQ | Ret | 9   | DNQ | 16  | DNQ | DNQ | DNQ | 12  | DNQ | DNQ | 14  | DNQ | 5        | 8位  |
| 1989年 | ティレル 017B | コスワース DFZ V8    | G      |     |              | BRA | SMR | MON | MEX | USA | CAN | FRA | GBR | GER | HUN | BEL | ITA | POR | ESP | JPN | AUS | 16*      | 5位  |
| 1989年 | ティレル 017B | コスワース DFZ V8    | G      | 3   | パーマー     | 7   | QO  |     |     |     |     |     |     |     |     |     |     |     |     |     |     | 16*      | 5位  |
| 1989年 | ティレル 017B | コスワース DFZ V8    | G      | 4   | アルボレート | 10  |     |     |     |     |     |     |     |     |     |     |     |     |     |     |     | 16*      | 5位  |

* 1989年のポイントはティレル・018が全て獲得した。

## 参照
1. ↑  TYRRELL017
2. ↑  TYRRELL017b StatsF1
3. ↑  テストでもクラッシュ 絶不調のティレル F1GPX '88サンマリノGP号 29頁 1988年5月23日発行
4. ↑  全チーム紹介 TYRRELL 88年の展望　GPX 開幕直前号 32頁 1988年4月8日発行
5. ↑  荒れる開幕戦 悪戦苦闘のNA勢 GPX'88ブラジルGP号 7頁 1988年4月23日発行
6. ↑  NEW DETAIL by G.PIOLA TYRRELL 017 F1GPX '88日本GP号 43頁 1988年11月18日発行
7. ↑  一度ティレルから撤退したキャメル（RJレイノルズ・タバコカンパニー）だったが、同年第7戦フランスGPより再度ティレルのスポンサーとなる。